# Box Bar Mini Stadium
Box Bar Mini Stadium – to stadion piłkarski w mieście Brikama, w Gambii. Jest obecnie używany głównie dla meczów piłki nożnej i jest domową areną klubów piłkarskich Armed Forces Bandżul, Brikama United, Gambia Ports Authority i Interior FC. Stadion może pomieścić 2 000 widzów.